# Runneburg

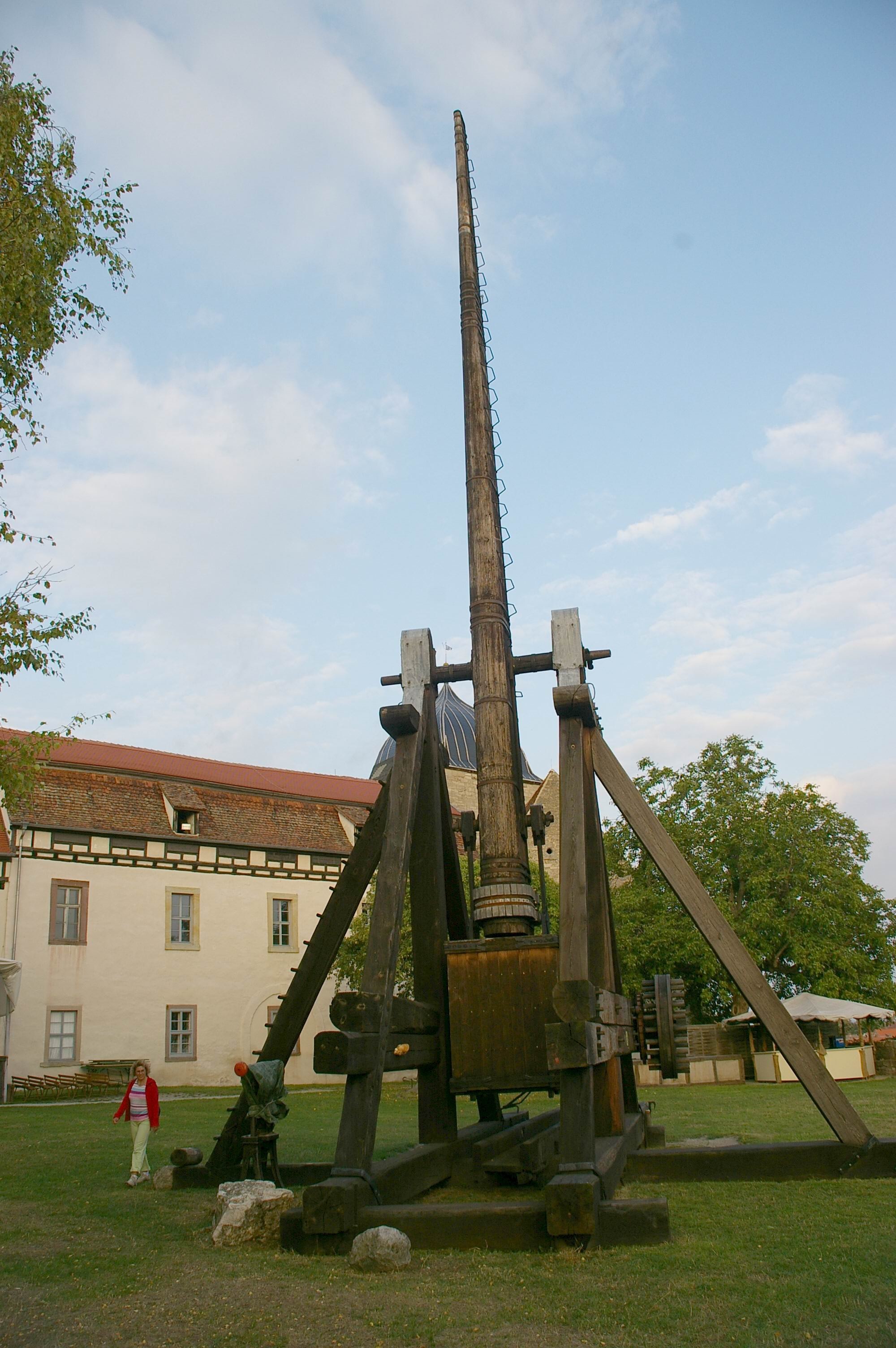
Schussfähiges Trebuchet mit beweglichem Gegengewicht auf der Runneburg, Rekonstruktion zwischen 16. Juni 1995 und Juli 1997

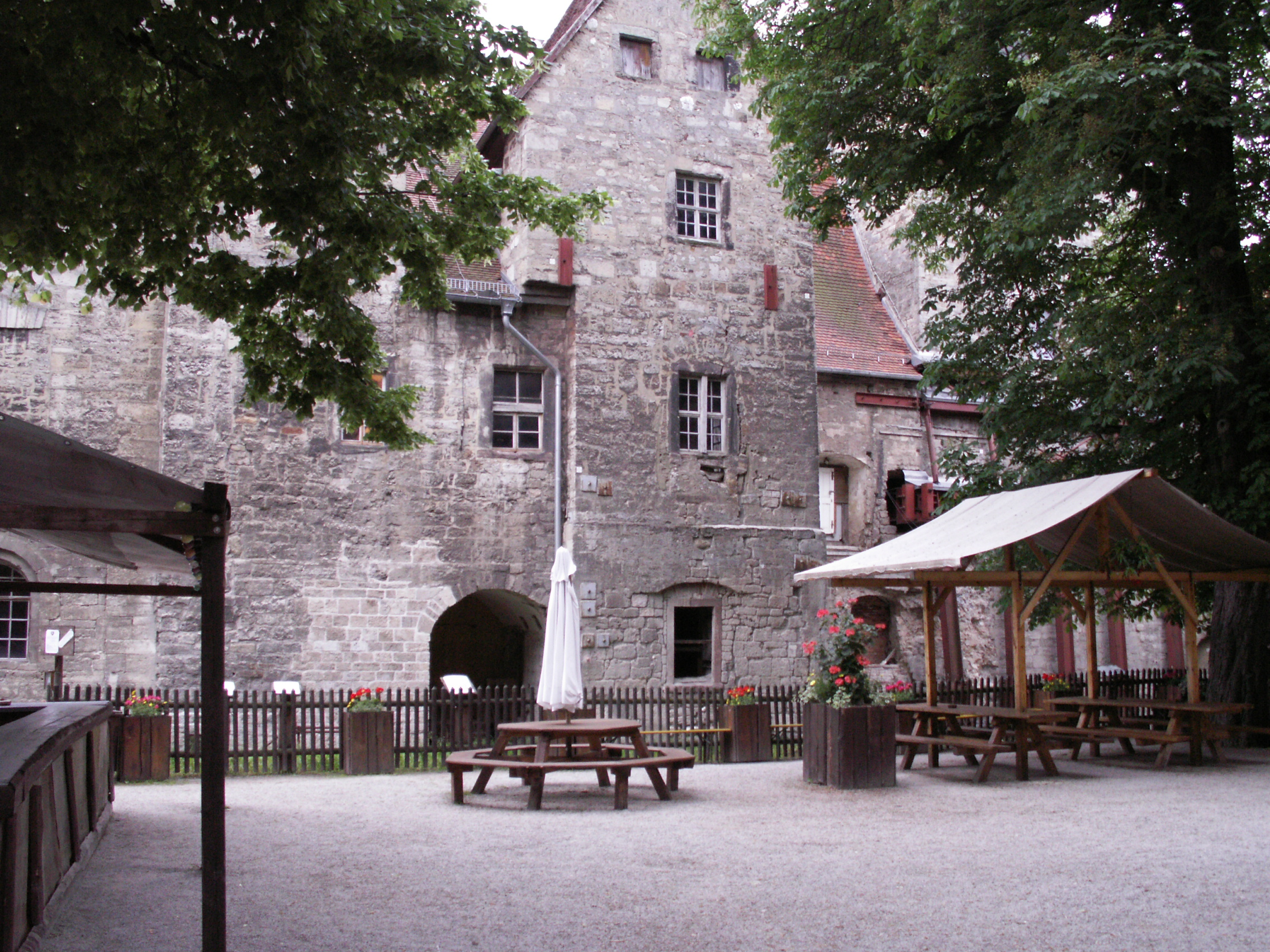
Innenansicht Burghof

Die Runneburg (neuzeitlicher Name; im Mittelalter Burg Weißensee genannt) befindet sich in der Stadt Weißensee im Landkreis Sömmerda in Thüringen.

## Geschichte
Die Annahme, dass die Runneburg auf Resten einer Wallburg des 6. Jahrhunderts errichtet wurde, konnte archäologisch inzwischen widerlegt werden. Ab 1168 ließ die Ländgräfin Jutta Claricia von Thüringen, eine Halbschwester von Kaiser Friedrich Barbarossa, die Runneburg zu einer Residenz der Landgrafen von Thüringen mit zweigeschossigem Palas, fünfgeschossigem Wohnturm, Burgtor und Burgmauer ausbauen. Erstmals wurde die Burg als „Wyssense“ 1174 in einer Urkunde von Landgraf Ludwig III., dem Milden, von Thüringen erwähnt. In den Blickpunkt deutscher Geschichte geriet Weißensee 1180, als Heinrich der Löwe in der Schlacht bei Weißensee den thüringischen Landgrafen Ludwig III. und dessen Ritter besiegte. Es folgten erfolglose Belagerungen der Burg, zunächst 1204 durch König Philipp von Schwaben und 1212 durch Kaiser Otto IV., der als Belagerungsgerät auch ein Trebuchet zum Einsatz brachte. 
Um 1220 wurde der Palas um einen Festsaal aufgestockt. Landgraf Ludwig IV. der Heilige von Thüringen, Ehemann der Heiligen Elisabeth, hielt 1225 auf der Runneburg einen Hoftag ab. Mit dem Tod von König Heinrich Raspe starb 1247 das Geschlecht der Ludowinger aus. Nach dem Hessisch-Thüringischen Erbfolgekrieg fielen die thüringischen Landesteile und somit auch Weißensee und die Runneburg an Markgraf Heinrich III. den Erlauchten von Meißen. Die Wettiner Markgrafen weilten häufig und regelmäßig auf der Burg. 1382 kam die Runneburg wieder in den Besitz der Thüringer. Im Mai 1440 starb der letzte Landgraf von Thüringen, Friedrich IV., der Einfältige, auf der Runneburg, die danach in den Besitz der Herzöge von Sachsen kam.
Während des Bauernkrieges wurde 1525 den aufständischen Bauern der Einlass in die Stadt und die Burg verweigert. Ab 1554 diente die Runneburg als Witwensitz der Kurfürsten von Sachsen. In den Jahren 1580/1581 wurden neue Wohngebäude errichtet. Um 1600 folgte die Erbauung des Torhauses und 1738 des Wagenhauses. Wegen Baufälligkeit musste bereits um 1750 der alte romanische Bergfried (Streitturm) abgetragen werden. Von 1656 bis 1746 gehörten Weißensee und die Runneburg zum Herzogtum Sachsen-Weißenfels. Nach dem Wiener Kongress kamen Stadt und Burg 1815 an das Königreich Preußen; Burgherr wurde der König von Preußen. In den Folgejahren wurde die Burg für Verwaltungszwecke umgebaut. Anstelle einer alten Militärmagazinscheune wurde 1890 das neue preußische Landratsamt für den damaligen Kreis Weißensee auf der Burg erbaut. 
Nach dem Zweiten Weltkrieg wurde der Palas in der DDR von 1952 bis 1995 als Schule genutzt, bevor der Gebäudeteil wegen schwerer baulicher Mängel baupolizeilich gesperrt wurde. Seit 1988 finden auf der Burg bauarchäologische Untersuchungen statt.
Nach der deutschen Wiedervereinigung wurde 1990 der „Verein zur Rettung und Erhaltung der Runneburg in Weißensee/Thür. e. V“. gegründet. Umfangreiche bauliche Sicherungsmaßnahmen wurden und werden durchgeführt. Der Wohnturm musste durch ein Stahlkorsett vor dem Einsturz bewahrt werden. Im Jahr 1993 fand das erste Burgfest und die 825-Jahr-Feier der Runneburg statt. Im gleichen Jahr wurde das Museum (Schatzgewölbe) im Erdgeschoss des Palas eröffnet. 1995 erfolgte die Gründung des Historischen Archivs Weißensee auf der Runneburg.
Die Überführung der Runneburg in die Stiftung Thüringer Schlösser und Gärten mit Sitz in Rudolstadt erfolgte 1996. Im selben Jahr wurde die Burggaststätte Landgrafen-Schenke eröffnet und die Runneburg Betriebsgesellschaft Weißensee mbH gegründet. Zur Erinnerung an die Belagerung der Burg durch Kaiser Otto IV. baute man ab 1996 eine große Steinschleuder nach, die am 1. Juni 1997 mit einem Steinwurf über die Kleingartenanlagen der Stadt erfolgreich getestet wurde. Am 11. August 1999, dem Tag der totalen Sonnenfinsternis, erfolgte erstmals der Wurf einer Feuerkugel mit der Steinschleuder. 
Im Historischen Archiv Weißensee auf der Runneburg entdeckte 1998 der Historiker Michael Kirchschlager das Weißenseer Reinheitsgebot von 1434 für das Brauen von Bier (Hopfen, Malz und Wasser). Im Dezember 1999 wurde das erste, nach Weißenseer Reinheitsgebot gebraute Bier (Runneburger 1434er) auf der Burg verkostet.
2010 stellte der Verein seine Tätigkeit auf der Runneburg jedoch ein. Gaststätte und Museum wurden geschlossen. Die Steinschleuder wurde bereits 2009 verkauft.
Seit 1996 finden bauliche Sanierungsmaßnahmen statt, die 2017 abgeschlossen werden sollen.
Mit ihrer romanischen Toranlage und den aus derselben Zeit stammenden Untergeschossen des Bergfrieds sowie dem um 1220 aufgestockten Palas mit seinen Anbauten weist die Burg fast ebenso viel originale hochmittelalterliche Bausubstanz auf wie die Wartburg und gehört neben dieser zu den bedeutendsten Burganlagen Thüringens.
Im ehemaligen preußischen Landratsamt befindet sich seit 2013 die Bildungs- und Begegnungsstätte 3B-Weißensee.

## Anlage

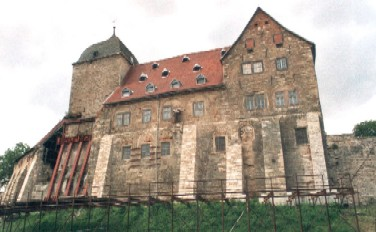
Palas

Das Burggelände ist frei zugänglich. Der Kernbereich ist wegen laufender Instandhaltungsarbeiten jedoch nur am Wochenende im Rahmen von Führungen zu besichtigen. Fundstücke aus der Burg werden im Rathaus von Weißensee ausgestellt. Am Pfingstwochenende findet weiterhin ein Mittelalterspektakel auf der Burg statt.